# Nature Physics
Nature Physics é uma revista científica online revisada por pares e publicada pela Nature Research. Ela foi primeiramente publicada em outubro de 2005 (volume 1, edição 1). Seu editor-chefe é Andrea Taroni, um editor profissional que trabalha integralmente para a revista. Seus formatos de publicação incluem cartas, artigos, revisões, destaques de pesquisa, comentários, correspondência e revisão de livros.

## Escopo
Nature Physics publica pesquisas de física pura e aplicada em todas as áreas da física, sendo algumas dessas áreas: física quântica, física da matéria condensada, óptica, física de partículas, termodinâmica e biofísica. 